# Apiàcies
Les apiàcies o umbel·líferes (Apiaceae o Umbelliferae) són una família de plantes de l'ordre de les apials. L'ordre rep els seus noms de la planta tipus, l'api, o de la característica disposició de les inflorescències en forma de paraigua.
Les flors són petites i tenen simetria radial amb 5 sèpals, 5 pètals i 5 estams. Per aquesta vistosa floració és una família ja establerta des de l'antiguitat. Té uns 300 gèneres i més de 3.000 espècies amb plantes tan conegudes com la pastanaga, el julivert o el coriandre.
La família Apiaceae està estretament relacionada amb la família Araliaceae (la de l'heura) i la frontera entre les dues famílies és poc clara; per a alguns, Araliaceae quedaria inclosa en Apiaceae però no hi ha un acord unànime sobre açò.

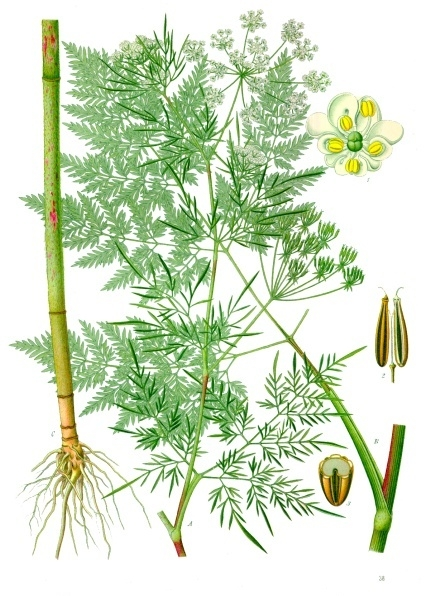
Chaerophyllum bulbosum

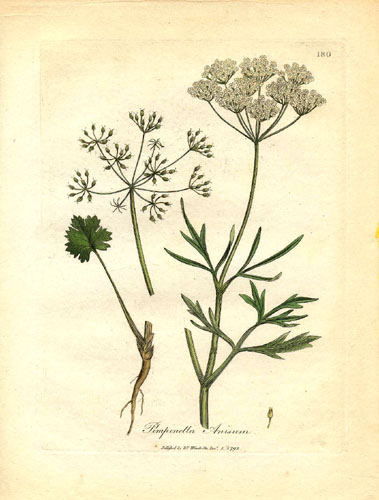
Anís (Pimpinella anisum)

## Gèneres
Dins d'aquesta família es reconeixen els 447 gèneres següents:
- Aciphylla J.R.Forst. & G.Forst.
- Acronema Falc. ex Edgew.
- Actinanthus Ehrenb.
- Actinolema Fenzl
- Actinotus Labill.
- Adenosciadium H.Wolff
- Aegokeras Raf.
- Aegopodium L.
- Aethusa L.
- Afroligusticum C.Norman
- Afrosciadium P.J.D.Winter
- Agasyllis Spreng.
- Alepidea F.Delaroche
- Ammi L.
- Ammodaucus Coss.
- Ammoides Adans.
- Ammoselinum Torr. & A.Gray
- Andriana B.-E.van Wyk
- Anethum L.
- Angelica L.
- Anginon Raf.
- Angoseseli Chiov.
- Anisopoda Baker
- Anisosciadium DC.
- Anisotome Hook.f.
- Annesorhiza Cham. & Schltdl.
- Anthriscus Pers.
- Aphanopleura Boiss.
- Apiastrum Nutt.
- Apiopetalum Baill.
- Apium L.
- Apodicarpum Makino
- Arafoe Pimenov & Lavrova
- Arctopus L.
- Arcuatopterus M.I.Sheh & R.H.Shan
- Arracacia Bancr.
- Artedia L.
- Asciadium Griseb.
- Asteriscium Cham. & Schltdl.
- Astomaea Rchb.
- Astrantia L.
- Astrodaucus Drude
- Astydamia DC.
- Athamanta L.
- Aulacospermum Ledeb.
- Austropeucedanum Mathias & Constance
- Autumnalia Pimenov
- Azilia Hedge & Lamond
- Azorella Lam.
- Berberocarum Zakharova & Pimenov
- Berula W.D.J.Koch
- Bifora Hoffm.
- Bilacunaria Pimenov & V.N.Tikhom.
- Billburttia Magee & B.-E.van Wyk
- Bolax Comm. ex Juss.
- Bonannia Guss.
- Bowlesia Ruiz & Pav.
- Brachyscias J.M.Hart & Henwood
- Bunium L.
- Bupleurum L.
- Cachrys L.
- Calyptrosciadium Rech.f. & Kuber
- Cannaboides B.-E.van Wyk
- Capnophyllum Gaertn.
- Carlesia Dunn
- Caropodium Stapf & Wettst.
- Caropsis (Rouy & E.G.Camus) Rauschert
- Carum L.
- Caucalis L.
- Cenolophium W.D.J.Koch
- Centella L.
- Cephalopodum Korovin
- Chaerophyllopsis H.Boissieu
- Chaerophyllum L.
- Chaetosciadium Boiss.
- Chamaesciadium C.A.Mey.
- Chamaesium H.Wolff
- Chamarea Eckl. & Zeyh.
- Changium H.Wolff
- Chlaenosciadium C.Norman
- Choritaenia Benth.
- Chuanminshen M.L.Sheh & R.H.Shan
- Chymsydia Albov
- Cicuta L.
- Cnidiocarpa Pimenov
- Cnidium Cusson ex Juss.
- Coaxana J.M.Coult. & Rose
- Conioselinum Fisch. ex Hoffm.
- Conium L.
- Conopodium W.D.J.Koch
- Coriandrum L.
- Cortia DC.
- Cortiella C.Norman
- Cotopaxia Mathias & Constance
- Coulterophytum B.L.Rob.
- Crithmum L.
- Cryptotaenia DC.
- Cuminum Tourn. ex L.
- Cyathoselinum Benth.
- Cyclorhiza M.L.Sheh & R.H.Shan
- Cyclospermum Lag.
- Cymbocarpum DC. ex C.A.Mey.
- Cymopterus Raf.
- Cynorhiza Eckl. & Zeyh.
- Cynosciadium DC.
- Dactylaea Fedde ex H.Wolff
- Dahliaphyllum Constance & Breedlove
- Dasispermum Neck. ex Raf.
- Daucosma Engelm. & A.Gray
- Daucus L.
- Demavendia Pimenov
- Dethawia Endl.
- Deverra DC.
- Dichoropetalum Fenzl
- Dichosciadium Domin
- Dickinsia Franch.
- Dicyclophora Boiss.
- Dimorphosciadium Pimenov
- Diplaspis Hook.f.
- Diplolophium Turcz.
- Diplotaenia Boiss.
- Diposis DC.
- Domeykoa Phil.
- Donnellsmithia J.M.Coult. & Rose
- Dracosciadium Hilliard & B.L.Burtt
- Drusa DC.
- Ducrosia Boiss.
- Dystaenia Kitag.
- Echinophora Tourn. ex L.
- Ekimia H.Duman & M.F.Watson
- Elaeosticta Fenzl
- Eleutherospermum K.Koch
- Elwendia Boiss.
- Enantiophylla J.M.Coult. & Rose
- Endressia J.Gay
- Eremocharis Phil.
- Eremodaucus Bunge
- Ergocarpon C.C.Towns.
- Erigenia Nutt.
- Eryngium Tourn. ex L.
- Eurytaenia Torr. & A.Gray
- Exoacantha Labill.
- Ezosciadium B.L.Burtt
- Falcaria Fabr.
- Fergania Pimenov
- Ferula Tourn. ex L.
- Ferulago W.D.J.Koch
- Ferulopsis Kitag.
- Foeniculum Mill.
- Frommia H.Wolff
- Froriepia K.Koch
- Fuernrohria K.Koch
- Galagania Lipsky
- Geocaryum Coss.
- Gingidia J.W.Dawson
- Glaucosciadium B.L.Burtt & P.H.Davis
- Glehnia F.Schmidt ex Miq.
- Glia Sond.
- Gongylosciadium Rech.f.
- Gongylotaxis Pimenov & Kljuykov
- Grafia Rchb.
- Grammosciadium DC.
- Gymnophyton Clos
- Haloselinum Pimenov
- Hansenia Turcz.
- Haplosciadium Hochst.
- Harbouria J.M.Coult. & Rose
- Harperella Rose
- Harrysmithia H.Wolff
- Haussknechtia Boiss.
- Helania L.Q.Zhao & Y.Z.Zhao
- Hellenocarum H.Wolff
- Helosciadium W.D.J.Koch
- Heptaptera Margot & Reut.
- Heracleum L.
- Hermas L.
- Heteromorpha Cham. & Schltdl.
- Hladnikia Rchb.
- Hohenackeria Fisch. & C.A.Mey.
- Homalocarpus Hook. & Arn.
- Homalosciadium Domin
- Horstrissea Greuter, Gerstb. & Egli
- Hyalolaena Bunge
- Hymenidium Lindl.
- Hymenolaena DC.
- Itasina Raf.
- Johrenia DC.
- Kadenia Lavrova & V.N.Tikhom.
- Kafirnigania Kamelin & Kinzik.
- Kailashia Pimenov & Kljuykov
- Kalakia Alava
- Kamelinia F.O.Khass. & I.I.Malzev
- Kandaharia Alava
- Karatavia Pimenov & Lavrova
- Karnataka P.K.Mukh. & Constance
- Kedarnatha P.K.Mukh. & Constance
- Kelussia Mozaff.
- Kenopleurum Candargy
- Keraymonia Farille
- Kitagawia Pimenov
- Klotzschia Cham.
- Komaroviopsis Doweld
- Korshinskia Lipsky
- Kozlovia Lipsky
- Krasnovia Popov ex Schischk.
- Krubera Hoffm.
- Kundmannia Scop.
- Kuramosciadium Pimenov, Kljuykov & Tojibaev
- Ladyginia Lipsky
- Lagoecia L.
- Lalldhwojia Farille
- Laser Borkh.
- Laserocarpum Spalik & Wojew.
- Laserpitium L.
- Lecokia DC.
- Ledebouriella H.Wolff
- Lefebvrea A.Rich.
- Leiotulus Ehrenb.
- Lereschia Boiss.
- Leutea Pimenov
- Levisticum Hill
- Lichtensteinia Cham. & Schltdl.
- Lignocarpa J.W.Dawson
- Ligusticopsis Leute
- Ligusticum L.
- Lilaeopsis Greene
- Limnosciadium Mathias & Constance
- Lipskya Nevski
- Lisaea Boiss.
- Lithosciadium Turcz.
- Lomatium Raf.
- Lomatocarpa Pimenov
- Lomatocarum Fisch. & C.A.Mey.
- Mackinlaya F.Muell.
- Magadania Pimenov & Lavrova
- Magydaris W.D.J.Koch ex DC.
- Marlothiella H.Wolff
- Mastigosciadium Rech.f. & Kuber
- Mathiasella Constance & C.L.Hitchc.
- Mediasia Pimenov
- Meeboldia H.Wolff
- Melanosciadium H.Boissieu
- Meum Mill.
- Micropleura Lag.
- Microsciadium Boiss.
- Modesciadium P.Vargas & Jim.Mejías
- Mogoltavia Korovin
- Molopospermum W.D.J.Koch
- Musineon Raf.
- Mutellina Wolf
- Myrrhidendron J.M.Coult. & Rose
- Myrrhis Mill.
- Nanobubon Magee
- Naufraga Constance & Cannon
- Neoconopodium (Koso-Pol.) Pimenov & Kljuykov
- Neogaya Meisn.
- Neogoezia Hemsl.
- Neomuretia Kljuykov, Degtjareva & Zakharova
- Neonelsonia J.M.Coult. & Rose
- Neoparrya Mathias
- Niphogeton Schltdl.
- Nirarathamnos Balf.f.
- Normantha P.J.D.Winter & B.-E.van Wyk
- Nothosmyrnium Miq.
- Notiosciadium Speg.
- Notobubon B.-E.van Wyk
- Oedibasis Koso-Pol.
- Oenanthe L.
- Oligocladus Chodat & Wilczek
- Oliveria Vent.
- Opoidia Lindl.
- Opopanax W.D.J.Koch
- Opsicarpium Mozaff.
- Oreocome Edgew.
- Oreocomopsis Pimenov & Kljuykov
- Oreonana Jeps.
- Oreoschimperella Rauschert
- Orlaya Hoffm.
- Ormopterum Schischk.
- Ormosciadium Boiss.
- Oschatzia Walp.
- Osmorhiza Raf.
- Ostericum Hoffm.
- Ottoa Kunth
- Oxypolis Raf.
- Pachypleurum Ledeb.
- Palimbia Besser ex DC.
- Paraligusticum V.N.Tikhom.
- Parapimpinella Fern.Prieto, Sanna & Arjona
- Paraselinum H.Wolff
- Parasilaus Leute
- Pastinaca L.
- Pastinacopsis Golosk.
- Paulita Soják
- Pedinopetalum Urb. & H.Wolff
- Pentapeltis Bunge
- Perideridia Rchb.
- Perissocoeleum Mathias & Constance
- Petagnaea Caruel
- Petroedmondia Tamamsch.
- Petroselinum Hill
- Peucedanum L.
- Phellolophium Baker
- Phlojodicarpus Turcz. ex Ledeb.
- Phlyctidocarpa Cannon & W.L.Theob.
- Physospermopsis H.Wolff
- Physospermum Cusson
- Physotrichia Hiern
- Pilopleura Schischk.
- Pimpinella L.
- Pinda P.K.Mukh. & Constance
- Platysace Bunge
- Pleurospermopsis C.Norman
- Pleurospermum Hoffm.
- Podistera S.Watson
- Polemannia Eckl. & Zeyh.
- Polemanniopsis B.L.Burtt
- Polytaenia DC.
- Polyzygus Dalzell
- Portenschlagiella Tutin
- Postiella Kljuykov
- Pozoa Lag.
- Prangos Lindl.
- Prionosciadium S.Watson
- Psammogeton Edgew.
- Pseudocannaboides B.-E.van Wyk
- Pseudocarum C.Norman
- Pseudoridolfia Reduron, Mathez & S.R.Downie
- Pseudoselinum C.Norman
- Pseudotrachydium (Kljuykov, Pimenov & V.N.Tikhom.) Pimenov & Kljuykov
- Pternopetalum Franch.
- Pterocyclus Klotzsch
- Pterygopleurum Kitag.
- Ptilimnium Raf.
- Ptychotis W.D.J.Koch
- Pycnocycla Lindl.
- Pyramidoptera Boiss.
- Registaniella Rech.f.
- Rhabdosciadium Boiss.
- Rhizomatophora Pimenov
- Rhodosciadium S.Watson
- Rhopalosciadium Rech.f.
- Rhysopterus J.M.Coult. & Rose
- Ridolfia Moris
- Rivasmartinezia Fern.Prieto & Cires
- Rohmooa Farille & Lachard
- Rupiphila Pimenov & Lavrova
- Rutheopsis A.Hansen & G.Kunkel
- Sajanella Soják
- Sanicula L.
- Saposhnikovia Schischk.
- Scaligeria DC.
- Scandia J.W.Dawson
- Scandix L.
- Scaraboides Magee & B.-E.van Wyk
- Schoenolaena Bunge
- Schoenoselinum Jim.Mejías & P.Vargas
- Schrenkia Fisch. & C.A.Mey.
- Schtschurowskia Regel & Schmalh.
- Schulzia Spreng.
- Sclerochorton Boiss.
- Sclerosciadium W.D.J.Koch ex DC.
- Sclerotiaria Korovin
- Scrithacola Alava
- Selinopsis Coss. & Durieu ex Batt.
- Selinum L.
- Semenovia Regel & Herder
- Seseli L.
- Seselopsis Schischk.
- Shomalia Lyskov
- Shoshonea Evert & Constance
- Shrirangia Gosavi, Madhav & Chandore
- Siculosciadium C.Brullo, Brullo, S.R.Downie & Giusso
- Silaum Mill.
- Siler Mill.
- Sillaphyton Pimenov
- Silphiodaucus (Koso-Pol.) Spalik, Wojew., Banasiak, Piwczyński & Reduron
- Similisinocarum Cauwet & Farille
- Sinocarum H.Wolff ex R.H.Shan & F.T.Pu
- Sinolimprichtia H.Wolff
- Sison L.
- Sium L.
- Sivadasania N.Mohanan & Pimenov
- Smyrniopsis Boiss.
- Smyrnium L.
- Spananthe Jacq.
- Spermolepis Raf.
- Sphaenolobium Pimenov
- Sphaerosciadium Pimenov & Kljuykov
- Sphallerocarpus Besser ex DC.
- Spiroceratium H.Wolff
- Spuriopimpinella (H.Boissieu) Kitag.
- Stefanoffia H.Wolff
- Steganotaenia Hochst.
- Stenocoelium Ledeb.
- Stenosemis E.Mey. ex Sond.
- Stenotaenia Boiss.
- Stewartiella Nasir
- Stoibrax Raf.
- Symphyoloma C.A.Mey.
- Synclinostyles Farille & Lachard
- Szovitsia Fisch. & C.A.Mey.
- Taenidia Drude
- Taeniopetalum Vis.
- Tamamschjanella Pimenov & Kljuykov
- Tamamschjania Pimenov & Kljuykov
- Tana B.-E.van Wyk
- Tauschia Schltdl.
- Tetrataenium (DC.) Manden.
- Thamnosciadium Hartvig
- Thapsia L.
- Thaspium Nutt.
- Thecocarpus Boiss.
- Tiedemannia DC.
- Tilingia Regel & Tiling
- Todaroa Parl.
- Tongoloa H.Wolff
- Tordyliopsis DC.
- Tordylium Tourn. ex L.
- Torilis Adans.
- Trachydium Lindl.
- Trachyspermum Link
- Trepocarpus Nutt. ex DC.
- Tricholaser Gilli
- Trigonosciadium Boiss.
- Trinia Hoffm.
- Trocdaris Raf.
- Trochiscanthes W.D.J.Koch
- Tschulaktavia Bajtenov ex Pimenov & Kljuykov
- Turgenia Hoffm.
- Turgeniopsis Boiss.
- Vanasushava P.K.Mukh. & Constance
- Vesper R.L.Hartm. & G.L.Nesom
- Vicatia DC.
- Villarrealia G.L.Nesom
- Vinogradovia Bani, D.A.German & M.A.Koch
- Visnaga Mill.
- Vvedenskya Korovin
- Xanthogalum Avé-Lall.
- Xanthosia Rudge
- Xatardia Meisn.
- Xyloselinum Pimenov & Kljuykov
- Yabea Koso-Pol.
- Yildirimlia Doğru-Koca
- Zeravschania Korovin
- Zizia W.D.J.Koch
- Zosima Hoffm.